# آيت عطا
آيت عطا (بالأمازيغية: ⴰⵢⵜ ⵄⵟⵟⴰ ) (و يسمى المنتسبون إليها بالعطاويين) هي اتحادية قبائل أمازيغية، مرتبطة جغرافيا بالجنوب الشرقي للمغرب، في مجال الأطلس الصغير وتافيلالت ودرعة، أو ما يوافق الأقاليم الحالية لورزازات ولزاڭورة وأزيلال والرشيدية وتنغير؛ لغتهم الأم هي الأمازيغية الأطلس المتوسط. اشتهرت تاريخيا بمقاومتها للاستعمار الفرنسي، في ثلاثينات القرن العشرين، والتي تجلت في معركة بوكافر (1933)، بقيادة عسو أوبسلام.

## البنية القبلية
حسب الذاكرة الجماعية القبلية، سميت القبيلة نسبة إلى جد مشترك، بين فروعها، اسمه دادا عطا، وهو ذو مكانة روحية لارتباطه بمؤسس الزاوية الأمغارية، عبد الله بن حساين. العطاويون موزعون على خمسة أخماس (جمع خمس، فرع قبلي) هي: آيت أوعلال وآيت واحليم وآيت إيسفول وآيت إيعزا وآيت أونبغي وآيت براهيم أوعقوب، والتي تنقسم كل واحدة منها إلى بطون (مرتبطة جغرافيا بقصور أو دواوير) ، ثم أفخاذ (بالأمازيغية: إغسان العظام)، على أساس القرابة الدموية. إلى حدود ستينات القرن العشرين، ظلت قبائل آيت عطا محافظة على منظومة قانونية عرفية (أزرف بالأمازيغية)، لتنظيم علاقاتها الاقتصادية والاجتماعية والسياسية.
كانت الاتحادية تنتخب سنويا قائدا (أمغار) لتدبير شؤونها وتوزيع الموارد الاقتصادية (خصوصا المياه ومجالات الرعي)، إضافة إلى التنسيق بين قادة القبائل الفرعية (إمغارن ن تقبليت)، ناهيك عن تعيين أهل العرف أو الحكماء (آيت ازرف)، الذين كانوا يقومون مقام السلطة القضائية، لتدبير المنازعات وفق منظومة أزرف.

## المجال الجغرافي

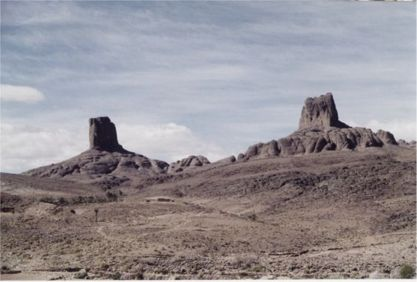
منظر من محيط جبل صغرو

رغم توطنهم في محيط شرق الأطلس الصغير (جبل صاغرو)، كان المجال الجغرافي لآيت عطا يمتد من شرق الأطلس الكبير والأطلس الصغير إلى غاية واحات درعة بزاڭورة. كان الترحال هو نمط العيش الغالب لدى العطاويين، وكانت أسواق قلعة مكونة وبولمان دادس وأڭدز وزاڭورة هي فضاء تصريفهم لمنتجاتهم الزراعية وتزودهم بمتطلبات حياة الترحال.
مع قدوم الاستعمار في بداية القرن العشرين، شكلت الأنشطة المنجمية وظهور مراكز حضرية نامية، عامل جذب للرحل العطاويين، حيث استقروا في قصور خاصة بهم على غرار حاسي البيض ومرزوكة ودرقاوة وتاناموست، وفي المراكز الحضرية كأرفود والريصاني والرشيدية (قصر السوق سابقا)، بل وخارج مجالهم الجغرافي التاريخي (الأطلس المتوسط وصفرو).

## تاريخ
اعتمدت حركة مبارك التوزونيني الجهادية على عصبية العطاويين، التي خاضت معه عدة معارك ضد الفرنسيين أبرزها معركة البطحاء سنة 1918م. وكانت آيت عطا إحدى آخر معاقل مقاومة الاحتلال الفرنسي للمغرب بين 1932 و1933. رغم تجنيدها لقوة عسكرية من آلاف المشاة وقطع المدفعية، إضافة إلى 44 طائرة عسكرية، كانت تقصف المنطقة انطلاقا من قاعدة ورزازات، لقيت القوات الفرنسية مقاومة بطولية من طرف العطاويين، بقيادة الإخوة باسلام، والذين كان عددهم لا يتجاوز 1000 مقاتل، ضعيفي التسليح. بلغت المواجهات ذروتها في فبراير 1933، عندما تحصن المقاومون بجبل بوكافر (الأطلس الصغير)، وتمكنوا من إلحاق خسائر كبرى بالجيش الفرنسي، وقتل قائده أونري دو بورنازيل. بعد مواجهات دامت 40 يوما، تم إجبار آيت عطا على الاستسلام عبر قصف جوي كثيف ضد المقاومين والمدنيين المتحصنين بجبل صاغرو، والضغط عبر الحصار وقطع الامدادات المعيشية عن السكان.
وقع عسو أوبسلام معاهدة سلام مع الفرنسيين في 25 مارس 1933، نصت على احتفاظ آيت عطا على استقلاليتهم خارج مجال سلطة الباشا الكلاوي، قائد منطقة الأطلس. رغم ذلك، استمرت قبائل أخرى، تنتمي للحلف العطاوي، في المقاومة على غرار آيت خباش.
قدر عالم الاجتماع مونتكومري هارت الساكنة العطاوية، في 1960، ب 130 ألف نسمة.

## دراسات أنثروبولوجية حول آيت عطا
- آيت عطا الصحراء وتهدئة درعة العليا؛ من تأليف ضابط الشؤون الأهلية الفرنسي جورج سبيلمان (1936)؛ ترجمة محمد إحدى؛ الناشر: جامعة ابن زهر - أكادير، (2011).[7]
- آيت عطا جنوب المغرب، الحياة اليومية والتاريخ المعاصر؛ من تأليف مونتكومري هارت (1984)؛ الناشر: مركز دراسات الشرق الأوسط وشمال أفريقيا، كامبريدج.[8]